# Whiteshift
Whiteshift: Populism, Immigration and the Future of White Majorities es un libro de no ficción de 2018 escrito por Eric Kaufmann, profesor del Birkbeck College de la Universidad de Londres. Descrito por The Economist como un "estudio monumental del cambio etnodemográfico", Whiteshift cubre la política tanto en Europa como en América del Norte y analiza las opiniones políticas de la derecha populista. Kaufmann argumenta que el ascenso de Donald Trump en Estados Unidos y la derecha populista en Europa es una reacción al cambio demográfico radical más que a la "ansiedad económica".

## Reseñas
En el lanzamiento, The Times hizo de Whiteshift el 'Libro de la semana' pero con una crítica escéptica de David Aaronovitch, quien lo llamó "un gran libro controvertido sobre un gran tema controvertido". Publishers Weekly dijo que era "probable que causara un gran revuelo", y The Financial Times lo incluyó como uno de los 'Mejores libros de 2018' en el género político. The New Yorker escribió que Kaufmann y Whiteshift defendían la política de identidad blanca. Daniel Trilling, en London Review of Books, criticó el libro y describió el marco de referencia de Kaufmann como "tanto demasiado amplio como demasiado estrecho".
Kenan Malik escribió que "Whiteshift es un trabajo pesado repleto de datos y gráficos. Sin embargo, el problema de ver el mundo principalmente en términos demográficos es que, a pesar de todos los hechos y cifras, es fácil estar ciego al contexto social".
En un simposio de revisión sobre Whiteshift publicado en la revista Ethnicities, el politólogo Rob Ford escribió que "Hay mucho que admirar aquí. Kaufmann es metodológicamente católico y se basa en una rica gama de diferentes recursos para examinar e interrogar la política de identidad blanca en evolución". Sin embargo, también señaló que "el relato bastante maniqueo de la política étnica blanca de Kaufmann implica algunas omisiones y malentendidos curiosos" y que "la falta de equilibrio es una característica recurrente de las discusiones de Kaufmann sobre las afirmaciones en competencia de los blancos etnoculturales, los blancos cosmopolitas y las minorías étnicas". El sociólogo John Holmwood argumentó que la falta de cualquier discusión sobre "el colonialismo de colonos o sobre el lugar de las poblaciones de las primeras naciones y la esclavitud de los afroestadounidenses y la segregación de Jim Crow en Estados Unidos rehabilita los símbolos de la identidad blanca". Holmwood escribe que "es un libro muy grande, 619 páginas, pero también está mal editado, es repetitivo y, como he sugerido, parcial".